# فدریکو ماراکی
فدریکو ماراکی (انگلیسی: Federico Maracchi؛ زادهٔ ۵ ژوئن ۱۹۸۸) بازیکن فوتبال اهل ایتالیا است.
از باشگاه‌هایی که در آن بازی کرده‌است می‌توان به باشگاه فوتبال تریستیانا، باشگاه فوتبال نووارا، و باشگاه فوتبال ونتزیا اشاره کرد.